# Allianz pojišťovna
Allianz pojišťovna, a.s. je pojišťovna působící v Česku, kde nabízí pojištění majetku a odpovědnosti, životní pojištění, cestovní pojištění, finanční produkty, penzijní připojištění či pojištění vozidel v rámci povinného ručení a havarijního pojištění. 
Allianz patří v Česku mezi dlouhodobě mezi největší pojišťovny. Je součástí pojišťovacího koncernu Allianz Group.

## Pojišťovací koncern Allianz Group
Allianz pojišťovna je součástí koncernu Allianz Group, založeného v roce 1890. Skupina sídlí v německém Mnichově, celosvětově zaměstnává zhruba 140 tisíc zaměstnanců a působí ve více než 70 zemích. Pojišťuje soukromé osoby, firmy i podnikatele. Česká Allianz pojišťovna vznikla v roce 1993. 

## Společenská odpovědnost
Allianz stojí za dopravně-bezpečnostním projektem Allianz Automapa, který upozorňuje řidiče na nejrizikovější silniční úseky, kde se nejčastěji stávají nehody se zdravotními následky. Kromě toho každým rokem přidává další projekty, v rámci kterých se zaměřuje na pomoc lidem v nouzi (např. podpora dětí s omezenou mobilitou).